# Щербаченко, Мария Захаровна
Мари́я Заха́ровна Щербаче́нко (14 февраля 1922 года — 23 ноября 2016 года) — участник Великой Отечественной войны, санинструктор роты 835-го стрелкового полка 237-й стрелковой дивизии (40-я армия, Воронежский фронт), Герой Советского Союза (23 октября 1943 года), гвардии старшина запаса.

## Биография
Родилась в украинском хуторе Неждановка Волчанского уезда Харьковской губернии в семье крестьянина (в настоящее время село не существует, его территория относится к Охримовскому сельсовету Волчанского района Харьковской области). По национальности — украинка. В десятилетнем возрасте лишилась родителей и поэтому воспитывалась старшим братом. После окончания 7 классов, окончила курсы счетоводов. Работала помощником бухгалтера в колхозе. В годы Великой Отечественной войны во время оккупации проживала в своём селе.
Была призвана в ряды Красной Армии в марте 1943 года. После окончания курсов  при Самаркандском медучилище была в июне 1943 года направлена в действующую армию. Участвовала в боях Великой Отечественной войны.
В ночь на 24 сентября 1943 года Щербаченко вместе со своим подразделением одной из первых переправилась через реку Днепр в районе села Гребени, расположенного в Кагарлыкском районе Киевской области. За 10 дней она вынесла с поля боя и оказала первую медицинскую помощь 112-и раненым бойцам. Тяжело раненных солдат и офицеров Мария Захаровна лично переправляла через реку до ближайшего медпункта. В первые дни боёв она сражалась в рядах бойцов с автоматом в руках.
23 октября 1943 года указом Президиума Верховного Совета СССР красноармейцу Марии Захаровне Щербаченко было присвоено высокое звание Героя Советского Союза.
После войны старшина Мария Щербаченко была демобилизована. После окончания Ташкентской юридической школы работала юристом.
Приказом министра обороны Украины № 188 от 22 июня 2000 года Мария Захаровна была зачислена почётным солдатом 407-го центрального военного госпиталя Северного оперативного командования.
Проживала в Киеве. Похоронена на Лукьяновском военном кладбище в Киеве.

## Награды и звания
- Герой Советского Союза (23.10.1943, медаль № 1073);
- орден «За заслуги» II степени (05.03.1997)[3];
- орден Ленина (23.10.1943);
- орден Отечественной войны I степени;
- медаль «За отвагу»;
- юбилейные и памятные медали;
- медаль Флоренс Найтингейл (Международный комитет Красного Креста, 1973 год)[4];
- почётный гражданин Киева[5].